# Alain Castet
Pour les articles homonymes, voir Castet.
Alain Castet, né le 10 mai 1950 à Floirac (Gironde), est un évêque catholique français, évêque émérite de Luçon (Vendée) depuis 2017.

## Biographie

### Formation
Après avoir suivi sa formation en vue de la prêtrise au Séminaire Saint-Sulpice, à Issy-les-Moulineaux, Alain Castet est ordonné prêtre le 28 juin 1975 pour le diocèse de Paris.
Il complète sa formation à l'Institut catholique de Paris, obtenant une licence de philosophie et une maîtrise de théologie sacramentaire.

### Principaux ministères
Son ministère sacerdotal a été essentiellement consacré à des responsabilités paroissiales à Paris, en particulier comme curé de Saint-Antoine de Padoue, de Saint-Pierre-du-Gros-Caillou, puis de Saint-François-Xavier.
Il a également été aumônier de collèges et lycée pendant treize ans.
Sur le plan diocésain, il a été membre du bureau du conseil presbytéral de Paris de 2007 à 2008.
Il est nommé évêque de Luçon le 14 avril 2008, siège qui était vacant depuis le transfert de Michel Santier à Créteil  et est consacré le 29 juin suivant par le cardinal André Vingt-Trois, assisté de François-Xavier Loizeau, évêque de Digne et de Gabriel Anokye, évêque d'Obuasi (en).
En 2010, en érigeant canoniquement l'Institut catholique d'études supérieures, il devient le premier chancelier de cet institut officiellement reconnu par l‘Église catholique.
En 2012, un article d'Ouest-France indique qu'il a été critiqué pour avoir célébré, en utilisant le Pontifical romain en vigueur en 1962, l'ordination de six diacres au séminaire international de la Fraternité sacerdotale Saint-Pierre, société de vie apostolique catholique traditionaliste en communion avec le Saint-Siège. Le porte-parole de la conférence des évêques, Bernard Podvin, dénonce l'amalgame qui est fait avec la Fraternité sacerdotale Saint-Pie-X et indique que cette ordination est un acte de communion que d'autres évêques ont réalisé avant lui, comme le cardinal Ricard.
Le 12 octobre 2017, le pape François accepte la démission de Castet de sa charge d’évêque de Luçon pour raison de santé.

## Distinction
- Chevalier de la Légion d'honneur (2007)[réf. souhaitée].